# Łochów
Łochów is een stad in het Poolse woiwodschap Mazovië, gelegen in de powiat Węgrowski. De oppervlakte bedraagt 13,35 km², het inwonertal 6401 (2005).

## Verkeer en vervoer
- Station Łochów